# 프리드리히스하펜

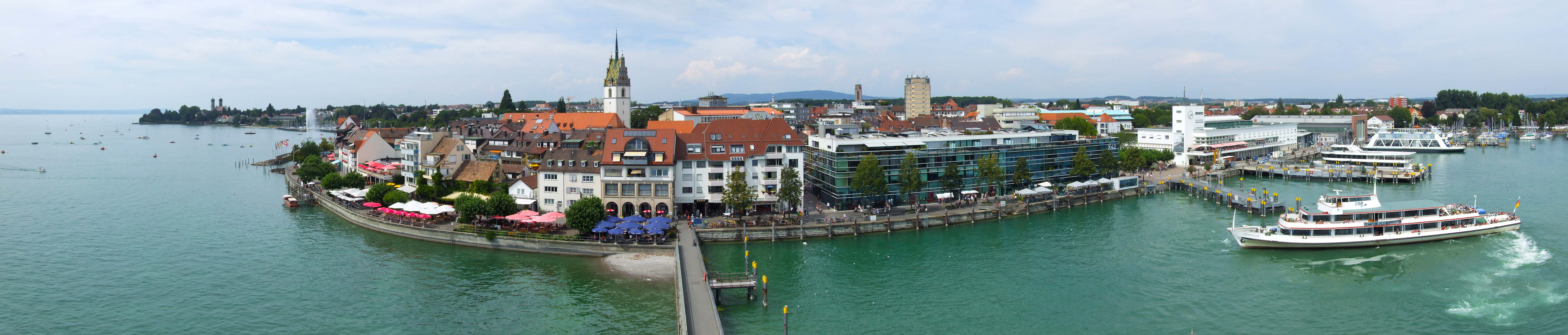
프리드리히스하펜

프리드리히스하펜(독일어: Friedrichshafen)은 독일 바덴뷔르템베르크주에 위치한 도시로 면적은 69.91km2, 인구는 57,333명(2012년 12월 31일 기준), 인구 밀도는 820명/km2이다. 보덴호 북부 연안과 접하며 오스트리아, 스위스 국경과 가까운 편이다.
변속기 업체 ZF의 본사가 있다.

시 문장

## 자매 도시
- 독일 델리치
- 미국 일리노이주 피오리아
- 벨라루스 폴라츠크
- 이탈리아 임페리아
- 프랑스 생디에데보주
- 보스니아 헤르체고비나 사라예보